# Lola F1

Lola is een Engels raceteam dat in 1997 deelgenomen heeft aan de Formule 1. Vanwege tegenvallende resultaten (beide auto's wisten zich niet te kwalificeren voor de eerste Grand Prix van het jaar), werd dit seizoen niet afgemaakt.

## Nieuw avontuur
Het team schreef zich in 2009 opnieuw in voor het wereldkampioenschap Formule 1, in de hoop om vanaf 2010 opnieuw deel te nemen aan het kampioenschap. Het team werd echter niet toegelaten tot het kampioenschap, en nam niet deel aan de Formule 1. Lola blijft chassis maken voor de meest uiteenlopende raceklasses.